# 希巴贡
希巴贡（日语：ヒバゴン）是一种传闻中出没于日本疑似野人的神秘动物，1970年7月20日在广岛县比婆郡西城町油木（现广岛县庄原市）的比婆山首次被目击到。对于希巴贡，已有数种理论被提出，比如亚洲黑熊、日本獼猴或是被走私到日本的大猩猩。

## 历史
- 1970年，一群儿童在比婆山（日语：比婆山）目击到类似人猿的生物。[1]

- 1970年7月，一位卡车司机目击类似大猩猩的动物，随后的7月23日一位民夫目击黑色毛发的人形神秘动物，该年11月的比婆山则发现长约21厘米的脚印。[1]

- 1970年8月15日（另一说为7月15日），庄原市濁川町发生目击，并成功拍下影像。[2]